# チャネル長変調

飽和領域で動作するMOSFETの断面図

チャネル長変調(channel length modulation、CLM)とはMOSFETでの短チャネル効果の一つであり、ドレイン電圧が大きい場合にドレイン電圧が増加すると反転チャネル領域の長さが短くなること。ドレイン電圧が増加するとチャネル長変調によって電流が増加し、出力抵抗が減少する。チャネル長変調はMOSFETだけでなく全ての電界効果トランジスタで起こる。
チャネル長変調を理解するために、チャネルのピンチオフの概念を導入する。キャリアがゲートに引きつけられることでチャネルが形成する。チャネルを流れる電流はほとんど一定で、飽和モードではドレイン電圧と無関係である。
しかしドレインの近傍では、ゲート電圧とドレイン電圧の両方が電場を決定する。
チャネルでの流れの代わりに、ピンチオフ点を超えると表面下でのキャリアの流れが可能になる。
なぜならドレイン電圧とゲート電圧どちらも電流をコントロールするからである。
右図においてチャネルは点線で示されており、ドレインに近くにつれて狭くなる。形成された反転層の末端（ピンチオフ点）とドレインとの間（ピンチオフ領域）に反転していないシリコンの領域ができる。
ドレイン電圧が増加すると、その電流のコントロールはさらにソースへ広がる。よって反転していない領域はソースへ広がり、チャネル領域を短くする。これをチャネル長変調と呼ぶ。
抵抗は長さに比例するため、チャネルが短くなると抵抗が減少し、飽和でのMOSFETのドレイン電圧を増加すると電流は増加する。チャネル長変調の効果はソース-ドレイン分離が短くなると、ドレイン接合が深くなると、また酸化絶縁膜が薄くなると顕著になる。
弱い反転領域ではチャネル長変調と同様のドレインの影響があり、デバイスのスイッチオフの振る舞いが貧しくなる。これはドレイン誘起障壁低下または閾値電圧のドレイン誘起低下として知られる。バイポーラデバイスでは、コレクター電圧が減少するとベースナローイングにより同じような電流増加が見られ、アーリー効果として知られる。電流の効果の類似性により、「チャネル長変調」の代わりの名前としてMOSFETでも「アーリー効果」という言葉は使われる。

## Shichman–Hodgesモデル
教科書では、アクティブモードチャネル長変調でのチャネル長変調は通常Shichman–Hodgesモデルを用いて記述され、かつての技術においてのみ正確である。
ここで{\displaystyle I_{D}} = ドレイン電流、{\displaystyle K'_{n}} = 相互コンダクタンス係数と呼ばれる技術パラメータ、W ,L = MOSFETの幅と長さ、{\displaystyle V_{GS}} = ゲート-ソース電圧、{\displaystyle V_{th}} =閾値電圧、{\displaystyle V_{DS}} = ドレイン-ソース電圧、{\displaystyle V_{DS,sat}=V_{GS}-V_{th}}、λ = チャネル長変調パラメータである。
古典的なShichman–Hodgesモデルでは、{\displaystyle V_{th}}はデバイス定数であり、長チャネルのトランジスタの現実を反映している。

## 出力抵抗
チャネル長変調はMOSFETの出力抵抗を決めるため重要である。
出力抵抗はカレントミラーと増幅回路の回路設計において重要なパラメータである。
上述のShichman–Hodgesでは、出力抵抗は次のように与えられる。
{\displaystyle {\begin{aligned}r_{O}&={\frac {1+\lambda V_{DS}}{\lambda I_{D}}}\\&={\frac {1}{I_{D}}}\left({\frac {1}{\lambda }}+V_{DS}\right)\\&={\frac {V_{E}L/{\Delta L}+V_{DS}}{I_{D}}}\end{aligned}}}
ここで{\displaystyle V_{DS}} = ドレイン-ソース電圧、{\displaystyle I_{D}} = ドレイン電流、{\displaystyle \lambda } = チャネル長変調パラメータである。
チャネル長変調が無い場合(λ = 0)、出力抵抗は無限である。
チャネル長変調パラメータは通常、上記のrOの最後の式で示されるようにMOSFETチャネル長Lに反比例する。
{\displaystyle \lambda \approx {\frac {\Delta L}{V_{E}L}}},
BJTでのアーリー電圧の考えに似ているが、VEはフィッティングパラメータである。
65nmプロセスでは大雑把にVE ≈ 4 V/μmである(EKVモデルではもっと手の込んだアプローチが用いられる
)。
しかし現代的なデバイスでのrOの正確な長さ依存性や電圧依存性を与えるシンプルなλの形式はこれまで存在せず、次に述べる計算機モデルを用いることが求められる。
MOSFET出力抵抗へのチャネル長変調の効果は、チャネル長と与えられたバイアスの両方と共に変化する。
長いMOSFETでの出力抵抗に影響する主な因子は、このようにチャネル長変調である。
短いMOSFETでは、ドレイン誘起障壁低下 (閾値電圧が減少すると、電流が増加し、出力抵抗が減少する）、速度飽和（ドレイン電圧の増加によるチャネル電流の増加を制限する傾向があり、よって出力抵抗が増加する）、弾道輸送（ドレインによって電流の収集を変化させ、ピンチオフ領域へのキャリアの供給を増加させるためドレイン誘起障壁低下を変化させ、電流を増加させ、出力抵抗を減少させる）などの付加的な因子が生じる。
ここでも正確な結果は計算機モデルを必要とする。